# Negidal
I negidal (Негидальцы in russo, auto-designazione элькан бэйэнин, o "elkan bayenin" che significa "popolo locale") sono un gruppo etnico della Russia, del Territorio di Chabarovsk. Vivono principalmente presso i fiumi Amgun' e Amur. Secondo il censimento russo del 2010 vi erano 513 Negidal in Russia (nel 2002 erano 567).
La lingua negidal appartiene alla famiglia delle lingue tunguse ed è strettamente correlata alla lingua evenki. I Negidal, infatti, sono di origine evenca, in particolare degli Evenchi stanziatisi lungo l'Amgun che hanno interagito per secoli con i Nivchi, gli Hezhen e gli Ulchi. Ufficialmente sono cristiani ortodossi, ma molte comunità hanno preservato il loro credo animistico. Altri praticano ancora lo sciamanesimo.